# Il cimitero di Praga
Il cimitero di Praga  è il sesto romanzo di Umberto Eco, pubblicato in Italia da Bompiani il 29 ottobre 2010.
Protagonista del romanzo è il capitano Simone (Simonino) Simonini, un falsario estremamente cinico che vive nel XIX secolo. Il romanzo è ambientato tra Parigi, Torino, Monaco di Baviera e Palermo e rielabora la storia del Risorgimento con dati e personaggi realmente esistiti, tranne il protagonista, unico elemento di fantasia del romanzo, che funge da trait-d'union dei diversi fatti e protagonisti storici e al quale l'autore attribuisce un ruolo primario nella maggior parte dei complotti dell'Ottocento.

## Trama
(Umberto Eco, Il cimitero di Praga, Milano, Bompiani 2010, p. 260)
Il falsario e agente segreto Simone Simonini, nell'appartamento soprastante la sua bottega di rigattiere (che usa come copertura) a Parigi nel 1897, ormai anziano, inizia ad annotare in un diario gli eventi della sua esistenza. Egli spera in questo modo di far tornare alla memoria alcuni ricordi che sembra aver perso a causa di un'amnesia. Un secondo personaggio, l'abate Dalla Piccola, che egli sembra non conoscere, ma che vive in un appartamento comunicante col suo e, inspiegabilmente, conosce molte cose della vita di Simonini, si intromette con le sue annotazioni nei fogli di cronaca di quest'ultimo. Le postille si alternano a quelle dello stesso protagonista, il quale è persuaso (al pari del lettore che è tratto in inganno dalla crisi d'identità di Simonini) del convincimento che i due soggetti corrispondano alla medesima identità, salvo poi ricredersi quando all'interno della narrazione della propria biografia scorge incongruenze che lo portano a meditare il contrario. La terza voce è quella del Narratore.
Ripercorrendo i fatti della sua vita, Simone Simonini ricorda di essere piemontese di nascita; rimasto molto presto orfano di madre, cresce a Torino assieme al nonno, Giovanni Battista Simonini, perché il padre, affiliato alla Carboneria, è spesso lontano, impegnato nell'organizzazione di moti insurrezionali (morirà nel 1849 durante la difesa della Repubblica Romana). Al contrario di suo figlio, Giovanni Battista è invece profondamente reazionario e bigotto, e trasmette al nipote il suo viscerale odio per gli ebrei (lo stesso nome del protagonista è stato scelto dal nonno in memoria di San Simonino, il bambino che, secondo la leggenda, fu ucciso come vittima sacrificale dagli ebrei di Trento nel XV secolo). Simone cresce quindi in un ambiente cupo, oppressivo e codino, sorvegliato dai precettori gesuiti chiamati dal nonno, tra cui il padre Bergamaschi, ambiente che alimenta in lui insensibilità, misantropia, ubbie e idiosincrasie morbose, una ossessiva misoginia e, per contrasto con la rigida educazione ricevuta, il disprezzo per la religione: si appassiona però alla lettura dei feuilleton di Alexandre Dumas, di cui apprezza soprattutto il romanzo Giuseppe Balsamo, incentrato sulla figura di Cagliostro, e di Eugène Sue.
Alla morte del nonno, nel 1855, Simone scopre che la sua eredità è gravata da molti debiti ed è costretto, aiutato dagli studi di diritto che ha concluso, ad andare a lavorare presso il notaio Rebaudengo (al quale Simonino attribuisce la responsabilità della sottrazione indebita del patrimonio del nonno). Costui gli insegna a falsificare documenti, arte in cui ben presto Simonini diventa abilissimo, attirandosi così le attenzioni dei servizi segreti sabaudi. Divenuto una spia, Simonini viene inviato in Sicilia al seguito dei Mille di Giuseppe Garibaldi, e qui conosce lo scrittore Ippolito Nievo, tenente e tesoriere dell'esercito dei volontari, di cui si guadagna la fiducia per potersi così impossessare, su ordine dei servizi savoiardi (che gli ingiungono di limitarsi alla esclusiva distruzione delle carte), dei registri contabili da questi conservati. Allo scopo di far sparire questa documentazione, che potrebbe provare i finanziamenti elargiti sottobanco dai Savoia, Simonini provoca l'affondamento del piroscafo Ercole su cui viaggia Nievo, nonché la morte dello stesso.
Tornato a Torino, i servizi lo inviano a Parigi, dove Simonini inizia a lavorare per il controspionaggio dell'impero francese. Nel frattempo, ispirandosi ai romanzi di Dumas e Sue, ha iniziato a fabbricare un documento fittizio, dapprima indirizzato al discredito dei gesuiti, successivamente rivolto agli ebrei, in cui viene messo in scena un supposto conciliabolo notturno dei rabbini capi delle varie comunità ebraiche d'Europa nel vecchio cimitero ebraico di Praga, nel quale costoro espongono i loro piani per la conquista del mondo e la distruzione del cristianesimo. Ulteriore materiale, utile alla fabbricazione del testo, viene fornito al falsario dalla lettura di un libro contro Napoleone III, Dialoghi agli inferi tra Machiavelli e Montesquieu, scritto dal giornalista Maurice Joly, che conosce in prigione, dove era stato inviato dal governo francese per acquisire informazioni sullo stesso e constatarne la pericolosità, e che poi ucciderà, simulandone il suicidio. Sempre per conto dei servizi francesi, infiltrandosi negli ambienti dell'anarchismo, fa arrestare un gruppo di cospiratori, guidato dall'italiano Gaviali, che preparavano un attentato contro l'imperatore.
Intenzionato a vendere al miglior offerente il suo materiale sugli ebrei, che nel frattempo continua ad arricchire di particolari desunti dalle fonti più diverse e opportunamente adattati, Simonini entra in contatto anche con i servizi prussiani, conoscendo uno scrittore di nome Hermann Goedsche, il quale però si appropria della materia della sua opera che inserirà nel proprio romanzo, Biarritz. Con lo scoppio della guerra franco-prussiana, però, il Secondo Impero di Napoleone III crolla e Simonini si trova coinvolto nei giorni terribili della Comune di Parigi. Passato rapidamente al soldo della Terza repubblica francese, negli anni successivi lavora a consolidare i suoi numerosi contatti (tra i quali il suo stesso precettore di un tempo, padre Bergamaschi, anch'egli interessato a ottenere dall'antico allievo materiale contro i nemici della Chiesa, massoni ed ebrei), mentre nel frattempo anche l'attività di semplice falsario per clienti privati contribuisce ad aumentare i suoi introiti, assicurandogli una discreta fortuna, sebbene il suo stile di vita continui a essere molto modesto e solitario, non coltivando egli alcuna relazione personale e concedendosi un'unica grande passione, quella per la buona tavola.
Ma il pensiero fisso di Simonini resta l'intenzione di procacciare la sua opera migliore, il falso documento sulla congiura ebraica intitolato inizialmente Il cimitero di Praga, e ormai ribattezzato i Protocolli: in essi vengono sfruttati tutti i possibili stereotipi antiebraici, utili a suscitare la paura e l'odio di tutti gli strati sociali, dal clero, cui si rivolgono i passi in cui gli ebrei sono presentati come diabolici nemici della cristianità, fomentatori del libero pensiero e della massoneria, alla piccola borghesia, per la quale gli ebrei vengono dipinti come ispiratori di movimenti socialisti e comunisti, e in ultimo al proletariato, cui invece vengono additati come usurai, padroni della finanza e delle banche mondiali e affamatori del popolo.
Nel suo diario, Simonini rievoca anche il suo incontro con un abate di nome Dalla Piccola, che gli aveva commissionato, a nome dei gesuiti, uno scritto contro gli ebrei. Questi lo aveva poi accusato di avergli fornito materiale non originale tratto dal romanzo Biarritz (nei fatti si rivela essere il romanzo di Goedsche a essere stato copiato dai Protocolli di Simonini), il cui autore Goedsche sarà messo a tacere in seguito dai gesuiti: per evitare di essere smascherato, Simonini uccide Dalla Piccola nascondendone il corpo nella cloaca del proprio pied-à-terre.
Non si tratta, però, evidentemente, del Dalla Piccola che continua periodicamente a inserirsi nel suo racconto, perché egli riprende nuovamente la parola per narrare la sua storia: negli stessi anni, dunque, Dalla Piccola entra in contatto con personaggi equivoci quali il sacerdote satanista Joseph-Antoine Boullan e soprattutto lo scrittore Léo Taxil, autore di scritti violentemente anticattolici, con i quali organizza un'elaborata truffa. Taxil, un tempo affiliato alla massoneria, simula una sua sorprendente conversione al cattolicesimo, e inizia a produrre una serie di scritti polemici dal vastissimo successo commerciale in cui denuncia le pratiche esoteriche e misteriose che sarebbero praticate nelle varie logge. Per rendere ancora più credibili le descrizioni degli inquietanti riti, Dalla Piccola prende in custodia dal dottor Du Maurier, direttore di una clinica psichiatrica a Vincennes, una giovane paziente dal passato misterioso, di nome Diana, soggetta a crisi isteriche, nel corso delle quali soffre di un curioso caso di sdoppiamento della personalità, passa dall'essere pia e devota ed estremamente pudica ad assumere atteggiamenti lascivi e provocanti, abbandonandosi alla descrizione di fantastici culti satanici e a messe nere cui avrebbe partecipato. Rinchiusa la ragazza in un appartamento di sua proprietà, Dalla Piccola, assieme a Taxil, attinge da lei i racconti con cui alimentare il flusso di pubblicazioni antimassoniche, che hanno una straordinaria diffusione negli ambienti cattolici, tanto da far guadagnare a Taxil persino un incontro con papa Leone XIII in persona. A un certo punto, poi, è la stessa Diana, cui viene dato il cognome Vaughan, a essere presentata come l'autrice dei libri: Dalla Piccola, Taxil e Boullan ne inventano la storia, immaginando che ella sia stata un'adepta del culto palladiano pentitasi e tornata alla fede cattolica. Dopo qualche tempo, comunque, iniziano a sorgere i primi dubbi sull'autenticità della storia di Diana. Taxil, dopo che il dottor Charles Hacks (autore de Le diable au XIX siècle, pubblicato con lo pseudonimo di Bataille), artefice insieme a Taxil, Dalla Piccola e Boullan delle pubblicazioni tese a infangare la massoneria, ha rivelato la falsità della conversione di Diana Vaughan dichiarando di aver voluto sfruttare la dabbenaggine dei cattolici, ansioso di far parlare ancor più di sé, prepara una clamorosa ritrattazione e abbandona il gruppo.
Intenzionato a raccogliere informazioni sulla massoneria, Simonini si accredita presso gli ambienti repubblicani, a suo giudizio, un buon pretesto per entrare in contatto con i massoni. Nello stesso periodo, attraverso la mediazione di Juliana Glinka, alla quale aveva cercato di sbolognare fantasticherie antiebraiche, entra in contatto con il responsabile delle investigazioni all'estero del servizio segreto russo Pyotr Rachkovskij. Inizia a collaborare dunque con l'Okhrana, la polizia segreta della Russia zarista, anch'essa interessata a reperire prove della cospirazione semitica per i suoi scopi. Nel frattempo, Simonini viene coinvolto nel celebre "affare Dreyfus", contribuendo, mediante la fabbricazione di un documento falso che imita la calligrafia dell'ufficiale ebreo-alsaziano Alfred Dreyfus (attribuendogli la responsabilità di attività spionistiche in funzione antifrancese), a farlo incriminare di tradimento e a farlo confinare sull'Isola del Diavolo.
La sera del 21 marzo 1897 (il giorno precedente alla misteriosa amnesia di Simonini, e alla sua prima annotazione nel diario), Dalla Piccola partecipa, assieme a Diana, a una messa nera, poi risoltasi in sabba, officiata da Boullan, nel corso della quale la donna, in preda a frenesia erotica, abusa dell'abate. La mattina dopo, Dalla Piccola scopre con orrore che Diana è ebrea e, fuori di sé all'idea di aver avuto un rapporto sessuale con una donna e di poter diventare padre di un bambino ebreo, uccide Diana e Boullan, nascondendone i cadaveri nel condotto fognario sottostante la propria abitazione. Tali eventi sono stati la causa del trauma che ha determinato la parziale perdita di memoria in Simonini, il quale ha cancellato dalla sua mente tutto quanto gli era accaduto quando impersonava Dalla Piccola: si scopre infatti che Simonini e Dalla Piccola (personaggio sotto le cui spoglie Simonini aveva iniziato a nascondersi quando era stato costretto da Lagrange a entrare in contatto con Boullan) sono la stessa persona. A causa dello choc seguito ad un evento molto traumatico le due personalità si sono sdoppiate e l'una non aveva più coscienza dell'altra. Grazie al metodo di rievocare i ricordi attraverso la scrittura (suggerito al protagonista da un incontro casuale con un giovane e ancora sconosciuto Sigmund Freud), Simonini ricompone le storie dei due personaggi rielaborando gli accadimenti della propria vita.
Dopo un'interruzione della redazione del diario, che si protrae per circa un anno, Simonini riprende a scrivere e riporta di essere ancora alle prese con i servizi segreti russi che continuano a incalzarlo per avere i Protocolli, arrivando anche a ricattarlo minacciando di far uscire allo scoperto i suoi delitti. Simonini teme che il suo nome possa essere ricollegato al falso documento che ha incriminato Dreyfus, ma riceve le rassicurazioni di Rachkovskij il quale dichiara che è interesse della Francia che il bordereau fittizio sia creduto autentico. Finalmente porta a termine il suo lavoro e lo consegna a un agente di nome Matvei Golovinskij. Non può sapere che il suo testo è destinato ad avere una sinistra influenza su tutto il XX secolo.
L'ultima annotazione nel diario è del dicembre 1898: il romanzo si chiude con la preparazione di un attentato nella costruenda metropolitana di Parigi, in cui Simonini è incaricato di piazzare una bomba fabbricata da Gaviali, operazione in cui, presumibilmente, perderà la vita, poiché il suo diario si interrompe bruscamente.

## Postfazione e considerazioni dell'autore
Nella postfazione al romanzo, Eco precisa che tutti i personaggi, ad eccezione del protagonista Simone Simonini e di alcune figure minori (come ad esempio il notaio Rebaudengo)
(Umberto Eco)
.
In un'intervista concessa a Claudio Magris, Eco ha inoltre affermato: "Quello che il mio romanzo cerca di mostrare è che [i romanzi di avventura] sono stati usati proprio per la stessa costruzione dei testi antisemiti, perché la gente (compresi i capi dei servizi segreti) crede solo a quello che ha già sentito affabulare da qualche parte. Per questo, ancora oggi, i dossier segreti sono composti unicamente da ritagli stampa, e quasi sempre di stampa scandalistica, il feuilleton dei giorni nostri".

## Critica
Il romanzo ha suscitato alcune critiche per il fatto che, secondo alcuni, esso trasmetterebbe l'idea che i cattolici abbiano un atteggiamento critico verso le idee del progresso e gli strumenti della ragione umana, e apparirebbero chiusi in un orizzonte auto-referenziale, ossessionati dal sesso e dall'antisemitismo. A tali critiche, anche da parte di politologi esperti di antisemitismo quale Pierre-André Taguieff, Eco ha replicato che le recensioni giornalistiche hanno dimostrato di capire correttamente il senso del contenuto del romanzo.
Molte riserve ha suscitato anche l'estremo antisemitismo che pervade l'intera trama del racconto. L'Osservatore Romano, in coincidenza con la pubblicazione del romanzo, ha espresso una dura critica a Eco attraverso due articoli a firma delle storiche Lucetta Scaraffia e Anna Foa, dove la prima ha denunciato in particolare il fatto che "a forza di leggere cose disgustose sugli ebrei, il lettore rimane come sporcato da questo vaneggiare antisemita, ed è perfino possibile che qualcuno pensi che forse c'è qualcosa di vero se tutti, proprio tutti, i personaggi paiono certi di queste nefandezze". Lo scrittore ha replicato sostenendo che il suo libro non presenta intenti denigratori o razzistici contro il popolo ebraico. In una intervista televisiva a Fabio Fazio del 2010, lo scrittore ha inoltre affermato di avere voluto smascherare la costruzione del falso cliché dell'antisemitismo.
Il filosofo Costanzo Preve lo ha definito "un libro vergognoso" in cui "la storia degli ultimi 200 anni passa attraverso gli occhi di un assassino paranoico antisemita".

## Edizioni
- Umberto Eco, Il cimitero di Praga, Bompiani, 2010, ISBN 88-452-6622-2.